# وینسنت کک
وینسنت کُک (انگلیسی: Vincent Kok؛ ‏ چینی: 谷德昭؛ زادهٔ ۱۵ اوت ۱۹۶۵) بازیگر، کارگردان فیلم و فیلم‌نامه‌نویس اهل هنگ کنگ است.
از فیلم‌ها یا برنامه‌های تلویزیونی که وی در آن نقش داشته‌است، می‌توان به فوتبال شائولین، پلیس‌های جن-وای، سی‌جی۷، ۲۰۰۲، آشپزخانه جادویی و آرماگدون اشاره کرد.